# Românași
Românași (in ungherese Alsóegregy) è un comune della Romania di 2 958 abitanti, ubicato nel distretto di Sălaj, nella regione storica della Transilvania. 
Il comune è formato dall'unione di 6 villaggi: Chichișa, Ciumărna, Păușa, Poarta Sălajului, Românași, Romita.